# Kreuz Heidelberg
Kreuz Heidelberg in een knooppunt in de Duitse deelstaat Baden-Württemberg.
Op dit klaverbladknooppunt ten westen van de stad Heidelberg kruist de A5 Mannheim/Freiburg de A656 Ludwigshafen-Heidelberg. Ten oosten van het knooppunt gaat de A656 over in de B37 richting Mosbach